# Jogyesa
Koordinaten: 37° 34′ 25,1″ N, 126° 58′ 54,2″ O

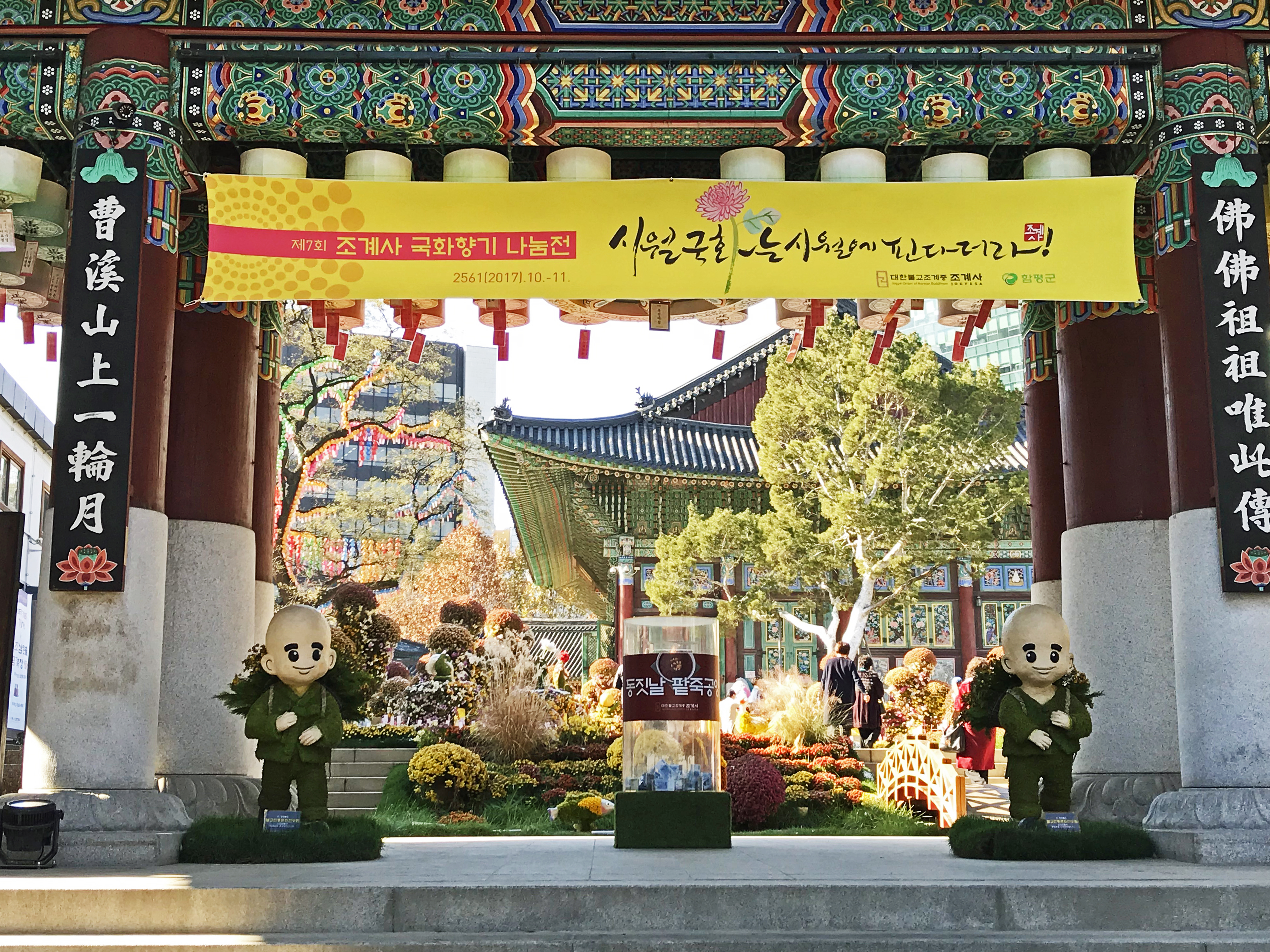
Haupttor

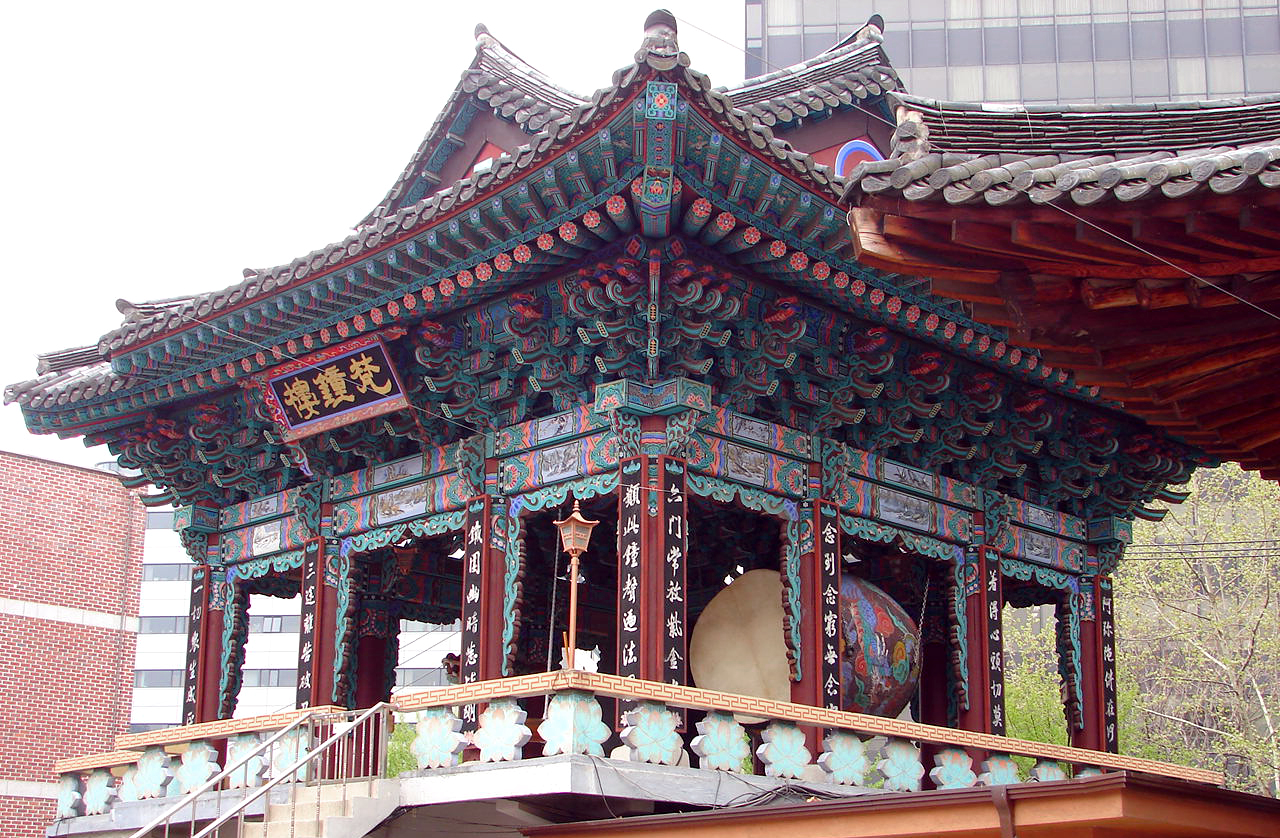
Glockenturm

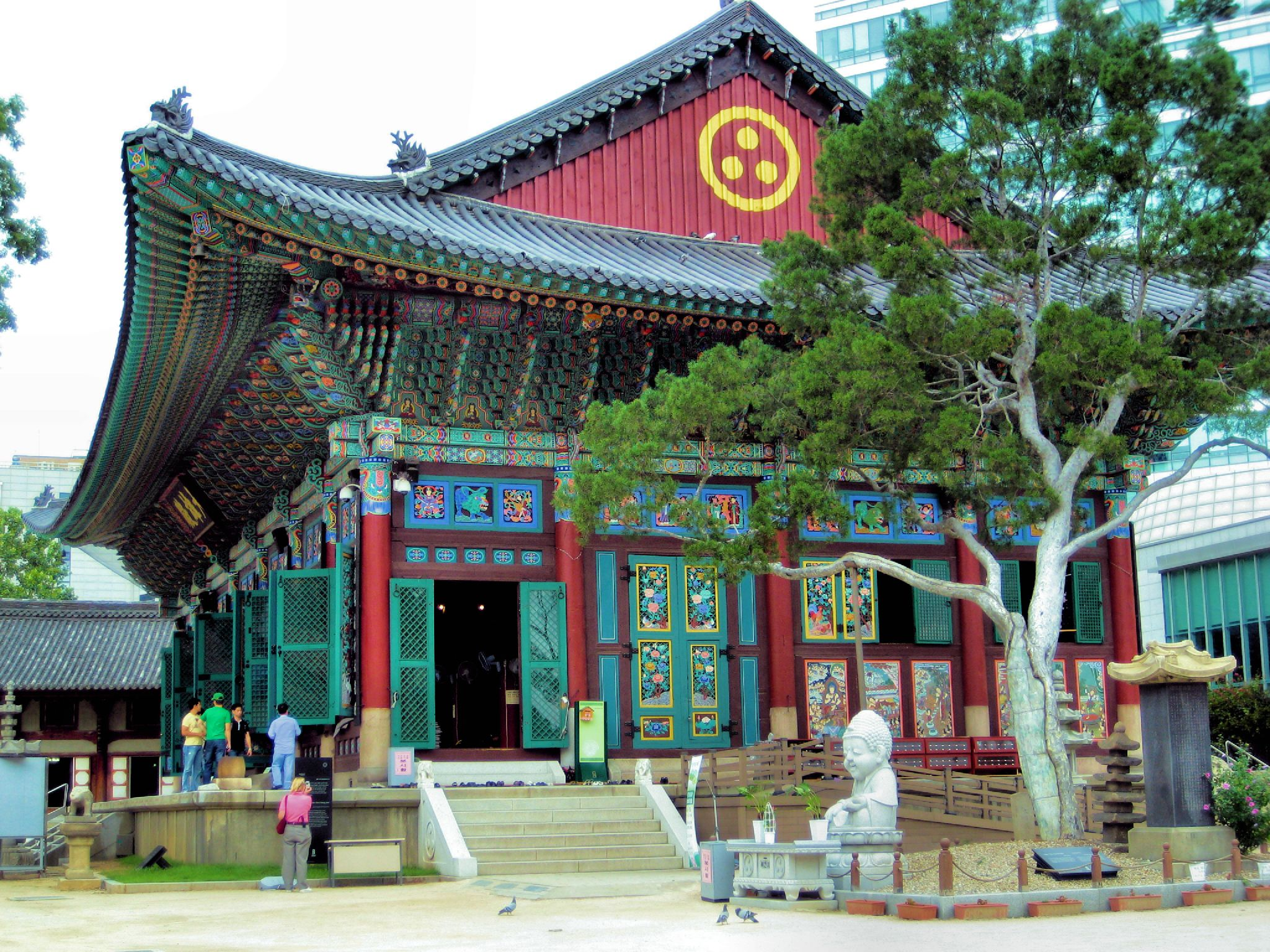
Haupthalle (Daeungjeon)

Der Tempel Jogye-Tempel (kor. Jogyesa) ist seit 1936 der Haupttempel der dem Zen-Buddhismus zugehörigen Jogye-Schule in Korea.
Er liegt in der Mitte Seouls im Stadtviertel Jongno-gu.
Der Tempel wurde zu Beginn der Joseon-Dynastie im Jahre 1396 unter dem Namen Hwanggak-Tempel (Hwanggaksa) gegründet. Im 20. Jh. nannte man ihn während der japanischen Kolonialzeit Taego-Tempel (Taegosa). Seit 1954 trägt er den jetzigen Namen.
Das erste was man sieht, wenn man die Anlage betritt, ist ein majestätischer Schnurbaum, der mit seinen 24 Metern Höhe im Sommer kühlenden Schatten spendet. Vor dem Seiteneingang der Haupthalle Daeungjeon („Halle des großen Shakyamuni“) steht eine landesweit bekannte, über 500 Jahre alte Kiefer, die als nationales Naturdenkmal ausgewiesen ist.